# Beautiful Thing
Pour plus de détails, voir Fiche technique et Distribution.
Beautiful Thing est un film britannique réalisée par Hettie Macdonald, sorti en 1996. Il s'agit de l'adaptation du pièce de théâtre éponyme écrite et mise en scène par Jonathan Harvey en 1993.
Il est présenté en avant-première mondiale au Festival du film gay et lesbien de Londres.
Lors de la première diffusion, ce téléfilm reçoit un excellent accueil, si bien qu'il a pu bénéficier d'une sortie mondiale au cinéma dans la même année que la diffusion télévisée. Il s'agit d'un des premiers téléfilms à montrer une vraie relation amoureuse entre deux adolescents de même sexe, abordant plusieurs thèmes sur l'homosexualité.[réf. souhaitée]

## Résumé
À Thamesmead, une banlieue ouvrière du Sud Est de Londres. Un adolescent, Jamie, entiché de son camarade de classe et voisin, Ste, doit supporter sa mère célibataire, Sandra, occupée à ses plans ambitieux dans le but d'ouvrir son propre pub, et ses multiples conquêtes amoureuses, le dernier en date étant Tony, un néo-hippie. Sandra se trouve en désaccord avec Leah, une jeune noire culottée et vulgaire, expulsée de son école, qui se drogue et écoute constamment en chantant les disques de Cass Elliott de sa mère. Bien que l'homosexualité de Jamie reste dissimulée, sa nature introvertie et son dégoût pour le football sont des raisons suffisantes pour ses camarades pour le brutaliser à n'importe quelle occasion.
Ste, qui vit avec son frère, trafiquant de drogue, et son père, violent et alcoolique, dans l'appartement d'à côté, est battu un soir par son frère, à tel point que Sandra le trouve dehors et décide de le laisser dormir chez elle.
Manquant d'un troisième lit, Ste doit se contenter de dormir tête-bêche avec Jamie. La deuxième nuit où ils partagent le lit, après un massage avec une lotion à la menthe poivrée et une petite conversation, les garçons finissent par dormir côte à côte, et Jamie embrasse Ste pour la première fois.
Le matin suivant, Ste panique et s'en va avant que Jamie ne se réveille, puis l'évite pendant plusieurs jours. Jamie s'arrange pour voler un numéro du magazine Gay Times, commençant apparemment à accepter sa sexualité et son attirance pour Ste. Jamie retrouve finalement Ste à une soirée se déroulant dans le voisinage et entame une conversation avec lui ; ils se préparent à partir ensemble. La soirée se termine brutalement, Sandra venant se venger des commérages de Leah sur une ancienne grossesse, cette dernière crache alors le morceau sur Ste et Jamie. Ste réagit violemment et, de colère, rejette Jamie et s'enfuit.
Doucement, Ste accepte l'amour de Jamie et leur relation se développe alors qu'ils se rendent ensemble dans un bar gay appelé The Gloucester. Sandra, suspectant quelque chose à la suite d'un appel de la directrice de l'école lui annonçant que Jamie se faisait frapper et insulter par ses camarades, les suit et découvre leur secret. Le soir, après avoir embrassé Ste dans un parc, Jamie rentre chez lui et se trouve confronté à Sandra qui lui annonce qu'elle a compris. Alors que Sandra fume une cigarette à la suite de la confirmation de ses soupçons, Leah, saoule et droguée, se prend pour Mama Cass. Dans la confusion, elle provoque la rupture entre Sandra et Tony et réveille le voisinage, Ste et Jamie viennent voir ce qui se passe ; Sandra apprend alors à Jamie qu'elle a obtenu son propre pub ; elle en profite pour se confronter aux deux garçons. Elle finit par accepter leur relation.
Le film se termine avec les deux garçons dansant sur la place du voisinage sur un classique Dream a Little Dream of Me de Cass Elliot, alors que Sandra danse avec Leah à leur côté, pendant que les voisins les regardent, certains choqués, d'autres profitant du moment.

## Fiche technique
Sauf indication contraire, les informations mentionnées dans cette section peuvent être confirmées par la base de données cinématographiques IMDb,  présente dans la section « Liens externes ».
- Titre original et français : Beautiful Thing
- Réalisation : Hettie Macdonald (en)
- Scénario : Jonathan Harvey, d'après sa pièce éponyme (1993)
- Musique : John Altman
- Direction artistique : Chrysoula Sofitsi
- Décors : Mark Stevenson
- Costumes : Pam Tait
- Photographie : Chris Seager
- Montage : Don Fairservice
- Production : Tony Garnett et Bill Shapter
- Sociétés de production : Channel Four Films et World Productions
- Sociétés de distribution : FilmFour Distributors (Royaume-Uni), Diaphana Distribution[2] (France, 1996), Splendor Films[3] (France, 2021)
- Pays de production :  Royaume-Uni
- Langue originale : anglais
- Format : couleur – 1,85:1 – Son Dolby
- Genre : comédie dramatique, romance
- Durée : 90 minutes
- Dates de sortie :
  - Royaume-Uni : 28 mars 1996 (Festival du film gay et lesbien de Londres) ; 21 juin 1996 (Channel Four)
  - France : 21 août 1996[4]

## Distribution
- Linda Henry : Sandra Gangel
- Glen Berry : Jamie Gangel
- Scott Neal : Ste Pearce
- Ben Daniels : Tony, l'amant de Sandra
- Tameka Empson : Leah Russell, la fanatique de Mama Cass Elliott
- Garry Cooper : Ronnie Pearce, le père de Ste
- Daniel Bowers : Trevor Pearce, le frère de Ste

## Production

### Tournage
|  |

Le tournage se déroule pendant l'été 1995, à Londres, dans le quartier de Thamesmead — où Stanley Kubrick avait tourné certaines séquences d'Orange mécanique, ainsi que le lac de Southmere et le bar Lakeside Social Club sur le Bazalgette Way. Il a également lieu au bar gay The Gloucester qui, n'existant plus, est devenu le pub Greenwich Tavern dans le Greenwich et dans les Lesnes Abbey Woods (en) où Jaimie et Ste se sont amusés et embrassé en pleine nuit,.

### Musique
La bande originale du film est sortie par MCA Records en octobre 1996.
Liste de pistes
1. It's Getting Better – Mama Cass
2. One Way Ticket – Mama Cass
3. California Earthquake – Mama Cass
4. Welcome to the World – Mama Cass
5. Make Your Own Kind of Music – Mama Cass
6. Creeque Alley – The Mamas & the Papas
7. Dream a Little Dream of Me – Mama Cass
8. Move in a Little Closer, Baby – Mama Cass
9. California Dreamin' – The Mamas & the Papas
10. Monday, Monday – The Mamas & the Papas
11. I Saw Her Again – The Mamas & the Papas
12. Words of Love – The Mamas & the Papas
13. Dedicated to the One I Love – The Mamas & the Papas
14. Look Through My Window – The Mamas & the Papas
15. Go Where You Wanna Go – The Mamas & the Papas
16. Beautiful Thing Medley: Peppermint Foot Lotion/Beautiful Thing/The GL – The Mamas & the Papas
17. 16 going on 17 - Sound of Music

## Accueil

### Festivals, diffusion et sorties
Il est présenté en avant-première mondiale, le 28 mars 1996, au Festival du film gay et lesbien de Londres, ainsi que le 27 avril au Manchester Queer Up North Festival, avant sa première diffusion, le 21 juin 1996, au Royaume-Uni, sur Channel Four.
En France, il est sélectionné dans la Quinzaine des réalisateurs du Festival de Cannes en mai 1996, puis sort le 21 août dans les salles obscures.

### Accueil critique
Le film est très bien reçu par la critique : il atteint un taux d'approbation de 92 % sur 24 critiques sur Rotten Tomatoes, avec une note de 6.67⁄10.
Roger Ebert avait écrit qu'« il y a des scènes intéressantes impliquant les personnages qui les entourent, qui volent presque tout le film. La vie des garçons ne montre peu de surprises, contrairement à d'autres personnages. ». Stephen Holden de New York Times ajoute que « Mme Henry est merveilleuse en tant que femme dont la combativité masque une scène de tendresse pure et dure. ».